# Oděv v antickém Římě

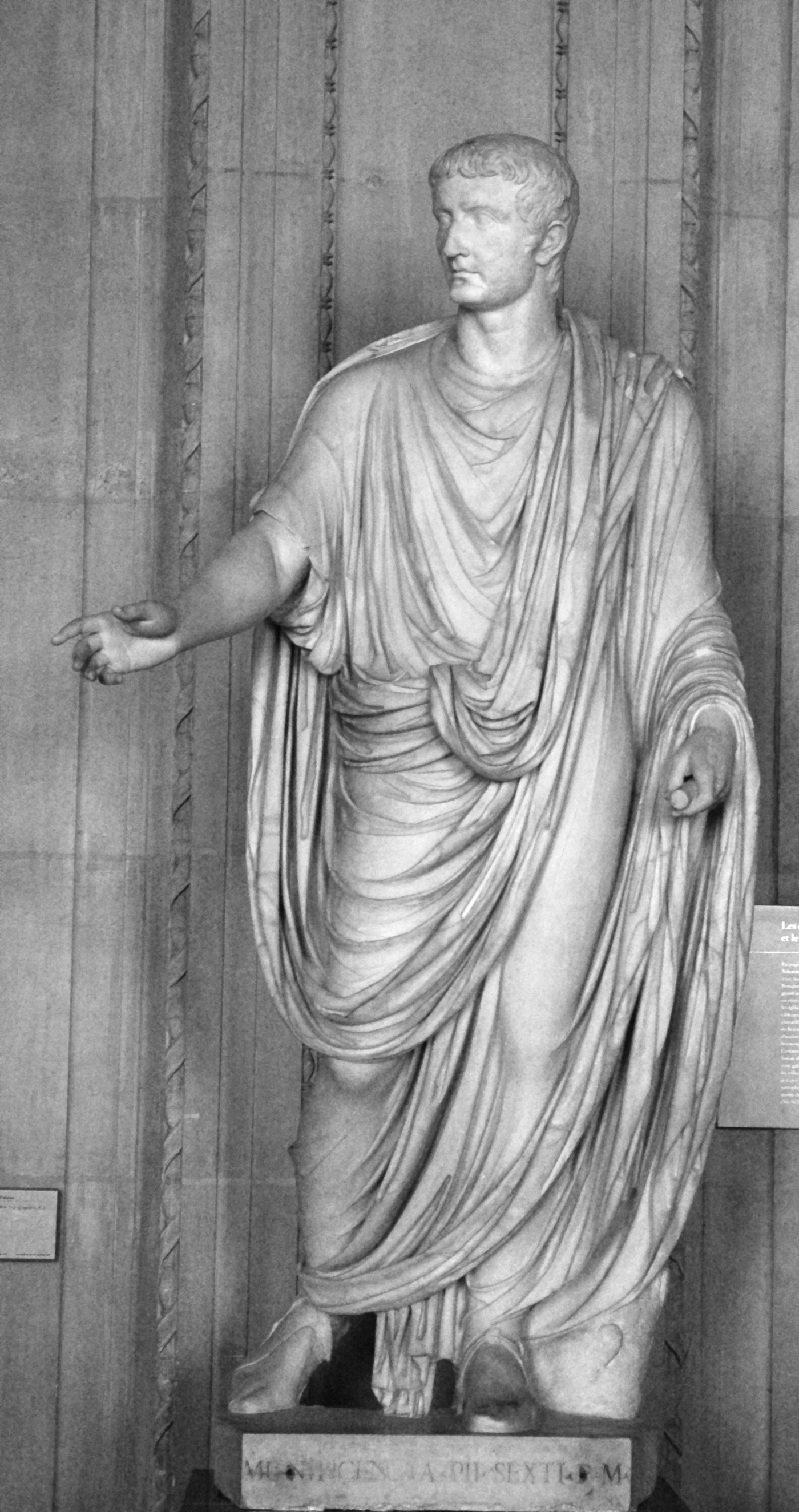
Tóga císaře Tiberia

Římský oděv, oděvní doplňky a šperky byly oproti řeckému odívání daleko rafinovanější, inspirovaly se materiály a ozdobami z provincií a podléhaly módě, zejména v pozdní době. Římané a Římanky měli také zvláštní oblibu v kosmetice a péči o tělo.

## Typy oděvů

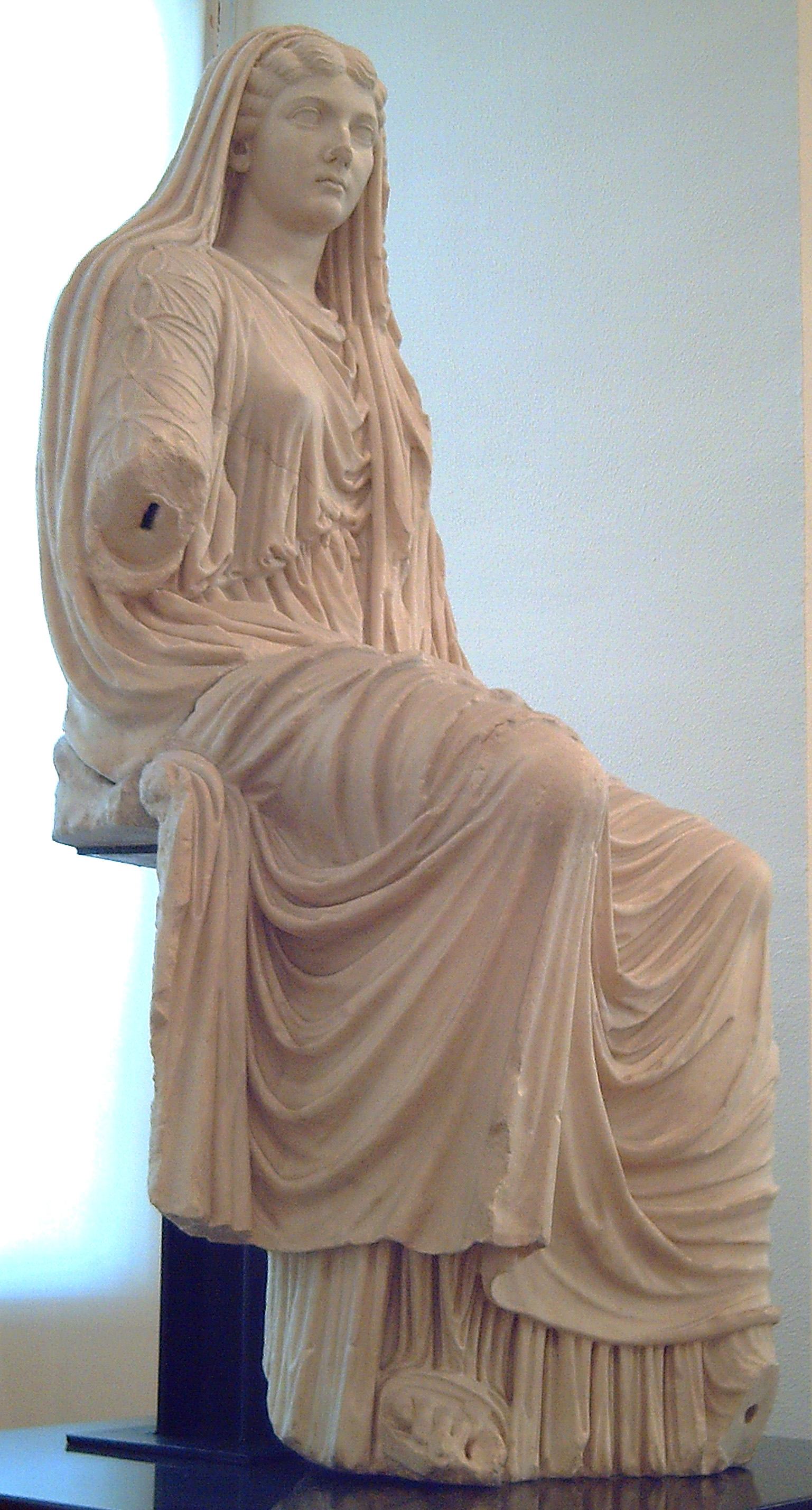
Římská císařovna Livia Drusila ve stole; socha z Paesta

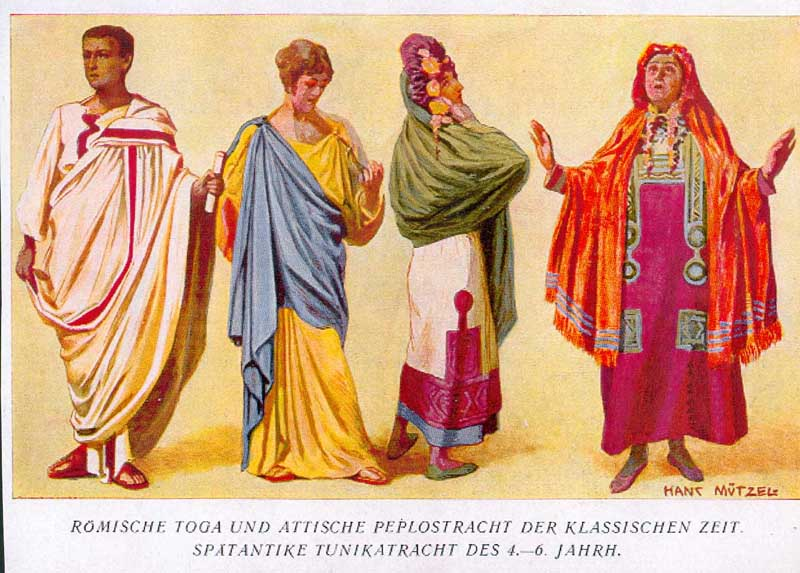
Římané a barevnost jejich oděvů

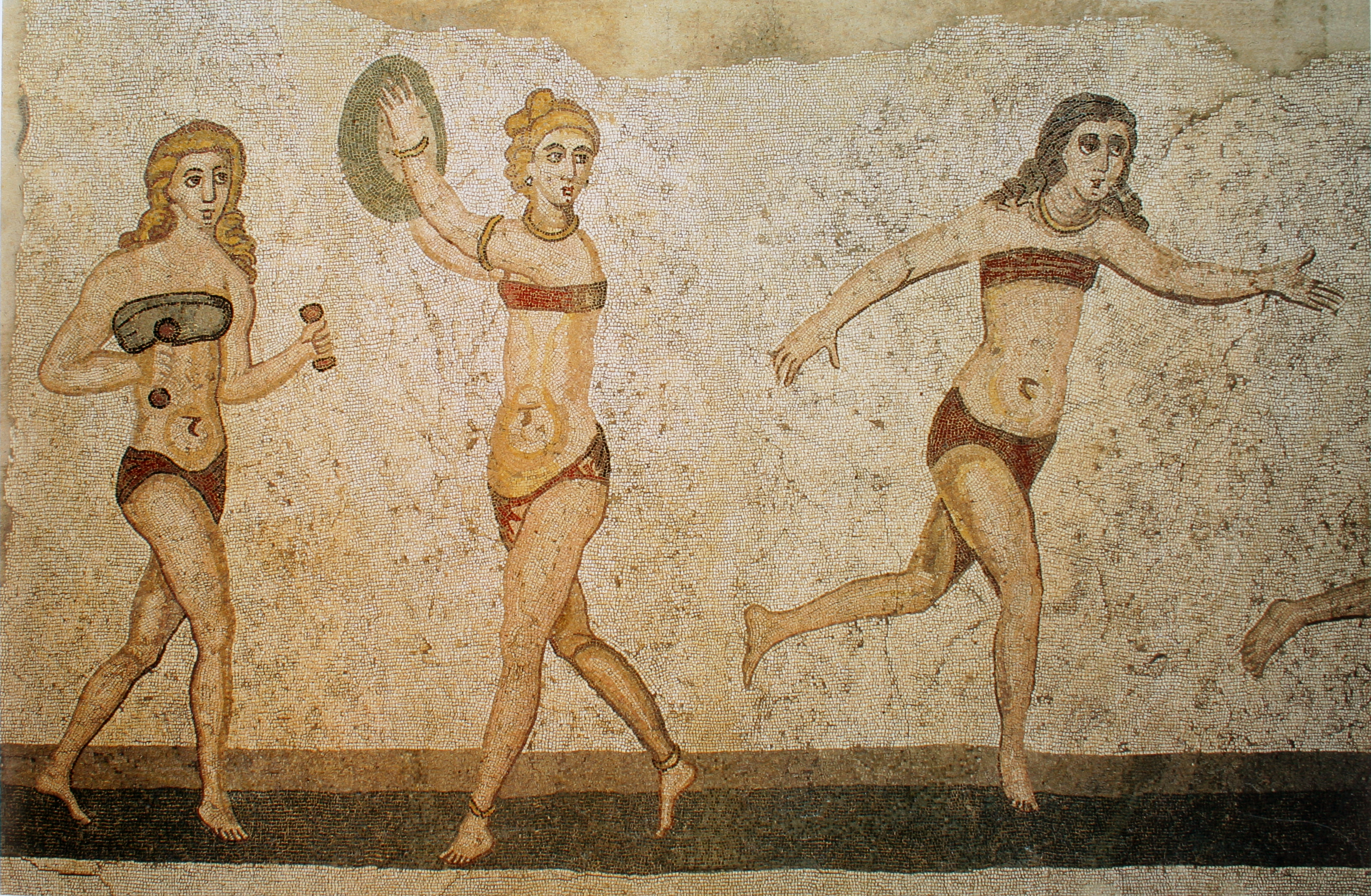
Římské sportovkyně v bikinách, 3. století n. l., mozaika z Vily Casale, Piazza Armerina

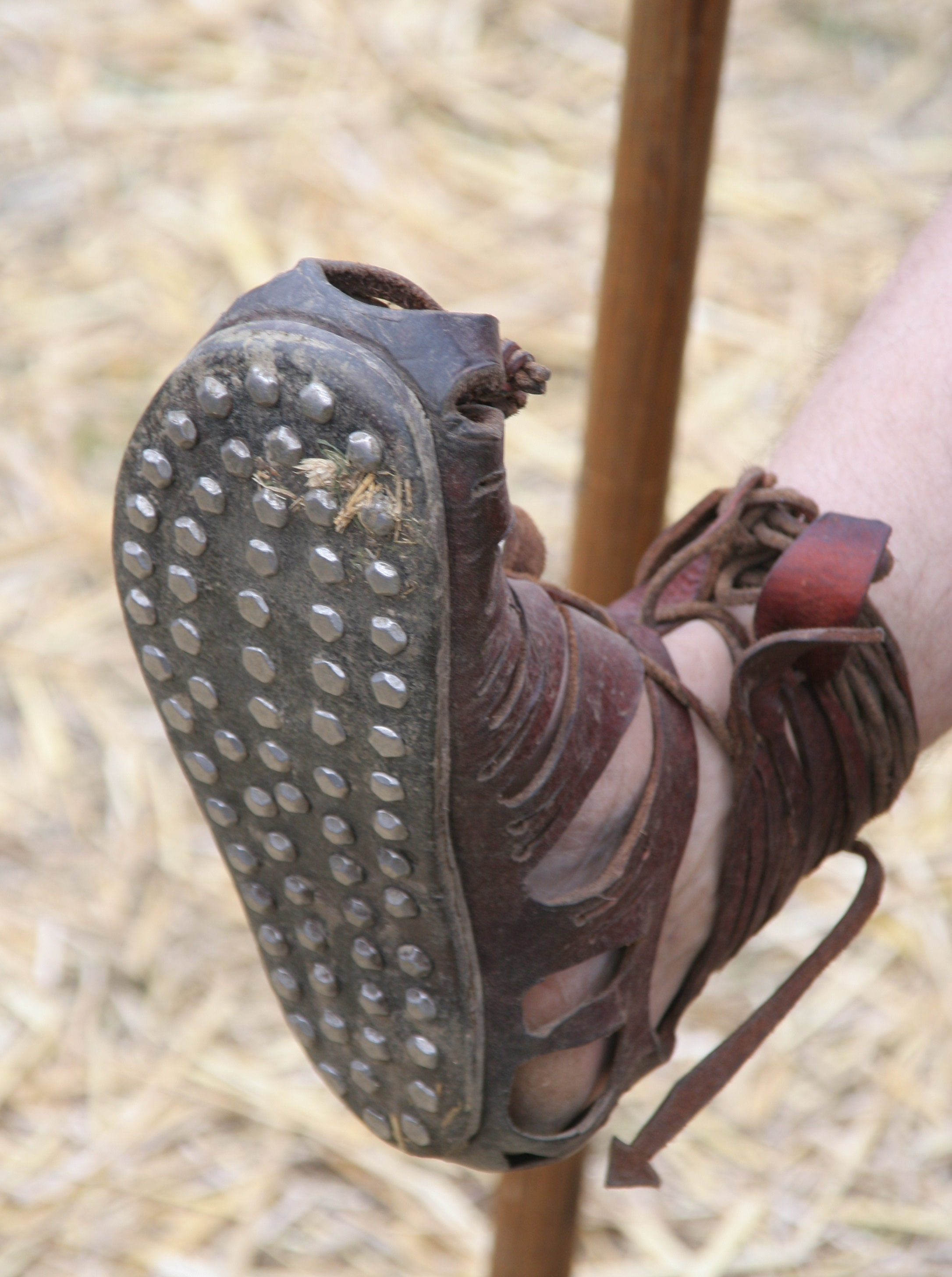
Caligae s hřeby, rekonstrukce

- Tunica intima – detaily změnily řecký chitón v tuniku, kterou nosili muži i ženy. Byla to všední košile nebo spodní šat. Tunika měla i symbolický význam jako odraz duše a osobnosti. Tunika oranžové barvy symbolizovala utrpení. Tuniku se širokým fialovým pruhem na hrudi nosili senátoři, jezdci ji měli zdobenou úzkým pruhem, zvaným augustus clavus.
- Stola – tenký svrchní oděv, také sukně, odívaná přes tuniku[1]
- Tóga – římská variace řeckého himationu. Muži ji oblékali na tuniku jako vrchní díl oděvu. Byla univerzálním šatem svobodných Římanů. Otroci, vyhnanci a cizinci ji nosit nesměli. Tóga byla ze silného těžkého sukna, neměla jednoduchý čtvercový střih, nýbrž kruhový tvar a přesně stanovený způsob řasení. Napovídal o jejím nositeli, jeho společenské prestiži i o kultivovanosti. Správně řasená tóga byla výrazem vlastností svého nositele, který byl jejím prostřednictvím hodnocen. Tóga i tunika se dočkaly obnovení v době gotické a v italské renesanci, kdy ji nosili univerzitní mistři a další vzdělanci.
- Pallium, paenula, lacerna – kratší pohodlnější pláště připomínající řeckou chlamydu. Oblékaly je zprvu nižší společenské vrstvy, později je převzala i aristokracie.
- Lorica – vojenská výstroj s kyrysem tepaným z kovu nebo tlačeným z kůže vyznačovala vojevůdce i jezdce
- Strophium nebo mamillare – podprsenky, stejně tak ostatní spodní prádlo v dnešním slova smyslu nosily pouze ženy.
- Palla – ženská obdoba tógy, aristokratické ženy oblékaly přes tuniku i stolu, což byl druh širší sukně z jemného plátna.[2]

## Účesy a pokrývky hlavy
- Mužský účes a vous bývaly poměrně krátké a kadeřené po vzoru císařů, po změně módy se tváře holily (po vzoru Marca Aurelia), prostý hladký účes a bezvousou tvář nosili i první křesťané
- Paruky – Římanky je převzaly od germánských žen
- Petasos – klobouk, často slaměný
- galořímská kukla cuculus byla jedním z módních prvků, převzatých od Galů.
- vojenská přilba s chocholem

## Galanterie
- Vějíře, slunečníky, hole, opasky, sponky

## Obuv
Na rozdíl od Řeků si Římané libovali v různé obuvi, podle které se posuzovala příslušnost nositele k určité společenské vrstvě. Kromě sandálů nosili:
- Calcei – vysoké kožené holínky, na lýtku svázané řemínky
- Socci – ploché boty podobné pantoflím, zavedli je divadelní herci, stejně jako koturny na vysoké dřevěné podrážce
- Caligae – vojenské boty s podrážkou vyztuženou hřebíky

## Šperk
Římané převzali typy šperků od Řeků a Egypťanů, znalosti kamejí také od Etrusků. Rozvinuli typy a tvary spon, broží a jehlic ke spínání šatů. Prsteny sloužily jak k pečetění, tak k ochraně majitele vyobrazením bohů, bůžků nebo jejich emblémů.
Římané z dobytých území Evropy dováželi drahé kovy i drahokamy. V počátcích převzali od Etrusků vzory ozdob z bronzu, kosti či zkamenělého dřeva. V dalších stoletích využívali především zlato pro čelenky, náhrdelníky, náramky, přívěsky i náušnice, kromě již jmenovaných prstenů a spon. Do klenotů zasazovali leštěné smaragdy z Egypta, jantar z Karpat, safíry, diamanty a almandiny dováželi z Indie, např. ze Srí Lanky. Centra zlatnických dílen byla v Římě, řecká móda převládala v dílnách benátských, jihoitalských a na Sicílii.
Obdobně jako v Řecku i v Římě užívali šperky záslibné i na ochranu proti zlu. Ženy pochopitelně nosily více šperků než muži. Muži měli pro jízdu na koni jako dekoraci reprezentační části výstroje a výzbroje. Často nosívali několik prstenů najednou, například na každém prstě jeden či pouze na jednom prstě více prstenů. Muži i ženy nosili prsteny s broušeným, leštěným a vyrytým drahokamem, jež používali jako razítko do pečetního vosku. Metoda pečetění za pomoci prstenu byla využívaná ve středověku a v dalších obdobích, kde ji využívali králové a šlechta.